# Andre Hutson
Andre Davon Hutson (Dayton, Ohio, 12. siječnja 1979.) američki je profesionalni košarkaš. Igra na poziciji krilnog centra, a trenutačno je član talijanske Lottomatice Rim. 

## Karijera
Nakon završetka četvergodišnje sveučilišne karijere na Michigan Stateu, u sezoni 2001./02. potpisuje u talijanski Basket Napoli. Sljedeće sezone odlazi u grčki Peristeri, a od 2003. do 2005. bio je član Maroussi Atene. Sezonu 2004./05. proveo je u dresu Makedonikosa, a sljedeću sezonu kao član ruskog Ural Great Perma. 2006. odlazi u redove grčkog Panioniosa, a sezonu kasnije postaje članom turskog Efes Pilsena. 2008. potpisuje jednogodišnji ugovor s talijanskom Lottomaticom Rim.

## Vanjske poveznice
- Profil na Euroleague.net
- Profil[neaktivna poveznica] na Basketpedya.com